# Erich Poremski
Erich Poremski, auch Erich von Poremski (* 10. März 1895 in Strelno (heute: Strzelno, Polen) als Erich Friedrich Linke; † 6. Februar 1980 in Berlin-Wilmersdorf) war ein deutscher Sänger, Schauspieler und Synchronsprecher.

## Leben und Karriere
Erich Linke, der sich nach seiner Großmutter mütterlicherseits Poremski nannte, begann seine Laufbahn während des Ersten Weltkriegs zuerst als Operettensänger am Staatstheater Cottbus. Es folgten ein Jahr am Tivoli-Operettentheater in Bremen und danach ein Jahr ohne Engagement. 1920 kehrte er in die Hauptstadt zurück, wo er neben Kinoengagements als Stummfilmschauspieler auch als Bühnendarsteller in der Saison 1920/21 am Wallner-Theater und in der Saison 1921/22 am Berliner Thalia-Theater tätig war, dessen Direktion er 1922 übernahm. In der Spielzeit 1923/24 arbeitete Poremski als Stellvertretender Direktor, Schauspieler, Sänger und Oberspielleiter der Operette am Theater im Admiralspalast. Neben zahlreichen Theaterengagements und Hörspielproduktionen in den 1940er Jahren arbeitete er seit Beginn der 1950er Jahre auch wieder verstärkt als Schauspieler im Film und seit Ende der 1950er Jahre darüber hinaus auch als Schauspieler im Fernsehen.
In den 1950er Jahren spielte er in verschiedenen deutschen Kinoproduktionen mit, unter anderem in Gustav Fröhlichs Drama Torreani, in Erik Odes Komödie So ein Affentheater, in Alfred Brauns Filmdrama Stresemann, in Viktor und Viktoria unter der Regie von Karl Anton, in Harald Philipps Musical Siebenmal in der Woche oder in Peter Beauvais Komödie Liebe, Luft und lauter Lügen. In den 1960er Jahren sah man ihn nur noch sporadisch im Kino wie in der romantischen Komödie Scheidungsgrund: Liebe von Regisseur Cyril Frankel. Seit Mitte der 1960er Jahre galt sein Fokus verstärkt dem Fernsehen.
Neben seiner Tätigkeit als Sänger und Schauspieler war Erich Poremski auch als Sprecher für verschiedene Hörspielproduktionen und Film-Synchronisationen aktiv. So lieh er seine Stimme vor allem in den 1950er und 1960er Jahren zahlreichen ausländischen Schauspielkollegen. Unter anderem sprach er Rollen in Filmen wie Der Dieb von Bagdad, Kim – Geheimdienst in Indien, Du sollst mein Glücksstern sein, Vorhang auf!, Susi und Strolch, Die Brücke am Kwai oder Meuterei auf der Bounty.
Er starb am 6. Februar 1980 im Alter von 84 Jahren in Berlin-Wilmersdorf.

## Filmografie (Auswahl)

### Kino
- 1920: Staatsanwalt Briands Abenteuer – 1. Die ungültige Ehe
- 1920: Das Fest der schwarzen Tulpe
- 1924: Die Brigantin von New York
- 1926: Gretchen Schubert
- 1951: Torreani
- 1952: Bankraub am Wittenbergplatz
- 1953: So ein Affentheater
- 1957: Stresemann
- 1957: Viktor und Viktoria
- 1957: Siebenmal in der Woche
- 1957: Und abends in die Scala
- 1959: Liebe, Luft und lauter Lügen
- 1960: Scheidungsgrund: Liebe
- 1961: Heute gehn wir bummeln
- 1976: Jagd auf Jungfrauen

### Fernsehen
- 1959: Der König ist tot (Fernsehfilm)
- 1965: Immer und noch ein Tag (Fernsehfilm)
- 1965: Alle machen Musik (Fernsehserie, 1 Episode)
- 1966: Förster Horn (Fernsehserie, 1 Episode)
- 1967: Der Revisor (Fernsehfilm)
- 1967: Die Mission (Fernsehfilm)
- 1968: Die Klasse (Fernsehfilm)